# Constant Mougard
Constant Mougard est un résistant, militant antifasciste et homme politique français né le 12 février 1898 à Pannecé (Loire-Inférieure), mort le 28 août 1988 à Saumur (Maine-et-Loire). Il est notamment le Maire de Châtenay-Malabry pendant 18 ans (1947-1965),,.

## Biographie
Membre du réseau Libération-Nord et du réseau "Résistance action PTT", combattant volontaire de la Résistance depuis 1942, il effectua différentes missions en province pour lutter contre l'occupant nazi.
Proche de Gaston Richert et de Jean Longuet (petit fils de Karl Marx), il se présente comme candidat aux élections municipales de Chatenay Malabry en  1945 sur la liste « d’unité socialiste, républicaine et antifasciste » et y est élu adjoint au maire. Il est ensuite élu en 1947 Maire sous l'étiquette «Socialiste SFIO Action Républicaine »,,,.
Constant Mougard est le père de Paul Mougard, adjoint au maire de Chatenay Malabry et dirigeant syndicaliste.
Une de ses filles, Denise Mougard, a épousé l'écrivain, éditeur et diplomate Jean-Marc Langlois-Berthelot. C'est aussi le grand-père du préfet Jean-Michel Mougard et du Professeur d'Université,  spécialiste de la région parisienne et des conflits sociaux, Gilles-Antoine Langlois-Berthelot.